# Fornicia ceylonica
Fornicia ceylonica är en stekelart som beskrevs av Wilkinson 1928. Fornicia ceylonica ingår i släktet Fornicia och familjen bracksteklar. Inga underarter finns listade i Catalogue of Life.